# Viktor Lockwood
Pour les articles homonymes, voir Lockwood.
Viktor Lockwood, né le 29 mars 1992, est un joueur français de hockey sur gazon.

## Biographie
Viktor Lockwood commence le hockey à 8 ans au LUC Ronchin Hockey Club, puis rejoint en 2007 le Lille Métropole Hockey Club. Il y reste sept saisons, remportant trois titres de champions de France en salle (2010, 2011, 2012), un titre de champion de France (2012), et il est sacré dix fois meilleur buteur du championnat en salle et hockey (2012). Il retourne au LUC pour le hockey en salle en 2015 avec un titre de champion de France (2016), un titre de meilleur buteur (2017) et un titre de champion d'Europe Challenge avec le titre de meilleur joueur et meilleur buteur (2017).
Il part ensuite en Belgique en 2014, où il évolue durant deux saisons sous les couleurs du Waterloo Ducks. Il signe avec Leuven en 2016-2017 pour sa première saison au poste d'arrière. Il rejoint pour cette nouvelle saison 2017-2018 le projet très ambitieux de la Gantoise qui vise le titre de champion de Belgique (nommé « Division Honneur » (DH)) en 2020. Le club lui permet d’allier sa vie professionnelle (Création Web & Digital),, et le sport de haut niveau car c’est le club belge de DH le plus proche de Lille.
En équipe de France de hockey sur gazon, il compte 89 sélections. Il est présent lors de l'édition 2013 de la coupe du monde junior, 2013 Men's Hockey Junior World Cup, où les Français finissent vice-champions du monde. En juillet 2017, il participe à la qualification équipe de France pour l'édition suivante de la Coupe du monde de hockey sur gazon en décembre 2018 en Inde, une première pour l'équipe de France depuis 28 ans.
Il commence une activité d'entraineur au LUC Ronchin pour la saison 2017-2018 avec l'équipe première messieurs qui évolue en Nationale 2 en gazon et en Élite en salle.
À côté du sport, Viktor Lockwood finit ses études à Efficom à Lille en 2017, avec à la clé un Master en chef de projet « Web & Digital ». Il a une entreprise de création Web et Digitale,.
Pour la saison Indoor 2024-2025, l'international français rejoint le Royal Léopold Club, triple champion en titre et avec l'ambition d'empocher un quatrième trophée d'affilée. Dans son transfert en Belgique, Victor Lockwood emmène son frère avec lui, Igor Lockwood, spécialiste de l'indoor. 